# Stenohya bomica
Espèce
Stenohya bomica est une espèce de pseudoscorpions de la famille des Neobisiidae.

## Distribution
Cette espèce est endémique du Tibet en Chine. Elle se rencontre dans le xian de Bomi.

## Description
La femelle holotype mesure 4,05 mm.

## Étymologie
Son nom d'espèce lui a été donné en référence au lieu de sa découverte, le xian de Bomi.

## Publication originale
- Zhao & Zhang, 2011 : A new species of the genus Stenohya Beier, 1967 (Pseudoscorpiones: Neobisiidae) from China. Journal of Hebei University Natural Science Edition, vol. 31, no 3, p. 299-303.